# Wiesław Rudkowski
Wiesław Ksawery Rudkowski (* 17. November 1946 in Łódź; † 14. Februar 2016 in Warschau) war ein polnischer Amateurboxer im Halbmittelgewicht.

## Boxkarriere
Rudkowski war während seiner Wettkampfkarriere rund 1,80 m groß und boxte für RKS Łódź und Legia Warschau. Er wurde 1963 Polnischer Juniorenmeister im Federgewicht, 1964 Polnischer Juniorenmeister im Leichtgewicht, 1966 Polnischer Meister im Weltergewicht, sowie von 1967 bis 1975 neunmal in Folge Polnischer Meister im Halbmittelgewicht.
Im Weltergewicht startete er bereits bei den 17. Europameisterschaften 1967 in Rom, wo er noch in der Vorrunde gegen Manfred Wolke unterlag. Bei den 19. Olympischen Sommerspielen im Oktober 1968 in Mexiko-Stadt, kämpfte er im Mittelgewicht und gewann seinen ersten Kampf gegen Charles Amos aus Guyana (K. o.), verlor jedoch anschließend gegen Alexei Kisseljow aus der Sowjetunion (0:5).
Bei den 19. Europameisterschaften 1971 in Madrid, erstritt er eine Bronzemedaille im Halbmittelgewicht. Er besiegte dabei Franz Csandl aus Österreich (K. o.), Mikko Saarinen aus Finnland (5:0) und Hakkı Sözen aus der Türkei (5:0), ehe er im Halbfinale gegen Svetomir Belić aus Jugoslawien verlor. Den größten Erfolg seiner Karriere erzielte er im Halbmittelgewicht bei den 20. Olympischen Sommerspielen 1972 in München, als er durch Siege gegen Antonio Castellini aus Italien (5:0), Nayden Stanchev aus Bulgarien (5:0), Rolando Garbey aus Kuba (4:1) und Peter Tiepold aus der DDR (4:1) ins Finale vordrang. Dort unterlag er nur knapp gegen den Deutschen Dieter Kottysch (2:3) und gewann somit die Silbermedaille.
Am 18. April 1973 gewann er in einem Ländervergleichskampf in den USA gegen den Chicago Golden Gloves Champion Fred Reed. Im Juni desselben Jahres gewann er im Halbmittelgewicht eine weitere Silbermedaille bei den 20. Europameisterschaften in Belgrad. Nach siegreichen Kämpfen gegen Franz Dorfer aus Österreich (K. o.), Tomáš Kemel aus Tschechien (5:0) und Sandu Tirila aus Rumänien (5:0) unterlag er erst im Finale gegen Anatoli Klimanow aus der Sowjetunion. Einen letzten bedeutenden Erfolg erzielte er im Halbmittelgewicht bei den 21. Europameisterschaften 1975 in Kattowitz: Durch Siege gegen Alexander Harrison aus Schottland (5:0), Tomáš Kemel aus Tschechien (5:0), Franz Dorfer aus Österreich (5:0) und Wiktor Sawtschenko aus der Sowjetunion (5:0) gewann er die Goldmedaille.
Er starb in der Nacht vom 13. auf den 14. Februar 2016 in Warschau nach schwerer Krankheit.